# Болотная тварь
Болотная тварь (англ. Swamp Thing) — имя, которое носят несколько вымышленных персонажей импринта Vertigo издательства DC Comics, растение-гуманоид, созданный сценаристом Леном Уином и художником Берни Райтсоном. Болотная тварь обладала несколькими человеческими инкарнациями, основывающимися на разных сюжетных линиях. Впервые он появился в House of Secrets #92 (июль 1971 года) в хоррор-истории, время действия которой — начало XX века. После персонаж появился в соло серии, время действие которой — наши дни, а место — общая вселенная DC. Персонаж является гуманоидной массой растений, сражающейся, чтобы защитить родной дом (болото), природу в целом и человечество от сверхъестественных и террористических угроз.
Персонаж приобрёл наибольшую популярность на протяжении 1980-х и в начале 90-х годов. Вне обширной истории комиксов Болотная тварь появился в двух фильмах, в телесериале и мультсериале из пяти серий, среди прочих медиа-ресурсов.

## История публикаций

### Создание и концепция
Лен Уин пришёл к идее создания персонажа во время поездки на метро в Куинс. Позже он так рассказывал: «Я не знаю, как назвать персонажа, поэтому буду называть его „эта болотная тварь, над которой я работаю“. Так и получилось его имя!» Берни Рингстон разработал визуальный образ персонажа, используя грубый набросок Уина в качестве основы.
Впервые Болотная тварь появилась в четырёх-серийном комиксе с несколькими специальными выпусками, который пересекался с несколькими другими сериями DC. Первая серия комиксов Swamp Thing длилась 24 выпуска, с 1972 по 1976 год.

## Силы и способности
Болотная тварь может вселиться и оживить любую растительную материю (включая инопланетные растения, даже разумные) и сконструировать из неё себе тело. Что означает — любые атаки на его тело мало что значат. Он легко может восстановить повреждённые или даже оторванные части тела, и даже переместиться через всю Землю, покинув свою текущую форму и вселившись в новую, какая бы растительная материя ни была в месте, куда ему нужно (он даже вырастил себя однажды из табака в сигарете Джона Константина).
Болотная тварь обладает суперсилой неизвестных пределов. Пока что сила Болотной твари никогда не была полностью проявлена, однако он показал возможность с лёгкостью вырывать огромные деревья с корнем и драться на равных с Этриганом.
Болотная тварь может контролировать любое растение. Он может заставить их двигаться или увеличить их рост. Этот контроль распространяется и на инопланетную жизнь, что показано было, когда он вылечил Супермена от инфекции, вызванной воздействием криптонианского растения, которая приводила Супермена в безумие и заставляла его тело выжигать его силы.
После того, как серию вёл Марк Миллар, Болотная тварь подчинил себе стихии огня, земли, воды и воздуха, представителей которых позже убил Ворд, заявив, что он хотел получить их способности и силы. Пока что это не было объяснено.
Новая Болотная тварь (воскрешённый Алек Холланд) не только обладает всеми стихийными силами, которыми владел его предшественник, но также обладает кольцом Белого Фонаря и полностью владеет им.

## Вне комиксов

### Фильм
- В 1982 году появилась экранизация комикса «Болотная тварь» режиссёра Уэса Крэйвена. Роль доктора Холланда исполнил Рэй Уайз, а в роли Болотной твари выступил Дик Дерок. В 1989 году вышел сиквел «Возвращение болотной твари», где роль Болотной твари вновь исполнил Дик Дерок.
- В 2011 году в фильме «Существо», навеянном комиксами о Болотной твари, в роли существа выступил Дэниэл Бернхард.
- В январе 2023 года стало известно что DC Comics и Джеймс Ганн объявила запуске нового фильма о Болотной твари.

### Сериал
- 1991—1993 годах шёл сериал «Болотная тварь», являющийся продолжением кинодилогии. Роль Болотной твари продолжил исполнять Дик Дерок.
- В 2019 году вышел веб-сериал «Болотная тварь». Дерек Мирс исполнил роль Болотной твари, а Энди Бин — роль Алека Холланда. Сериал был закрыт через неделю после премьеры из-за финансовых проблем, но стал популярным.

Мультфильмы
- В 1991 году «Болотная тварь» озвучивает Лен Карлсон.
- В 2017 году в мультфильме «Тёмная Лига Справедливости» роль Болотной твари озвучивает Роджер Кросс. Здесь Холланд предстаёт как антагонист.

### Видеоигры
- Является одним из играбельных персонажей игры Injustice 2. В своей одиночной концовке он напоминает планете о своем присутствии, заставляя растения захватить города, и клянется защищать Зеленых, становясь похожим на Лесного Ангела.
- Является одним из играбельных персонажей игры Lego Batman 3: Beyond Gotham.

### Другое
Фирма Maxxis выпускает велосипедные покрышки для экстремальной езды Maxxis Swampthing.

## Критика и отзывы
Персонаж получил 28-е место в списке IGN 100 лучших героев комиксов по версии IGN, где также заявлено, что «поскольку мир сейчас часто слышит о зелёных, этот персонаж сейчас важен, как никогда ранее».